# Moonlight
Moonlight es una serie estadounidense que combina drama y elementos sobrenaturales. Creada por Ron Koslow y Trevor Munson, quienes también son los productores ejecutivos junto a Joel Silver, Gerard Bocaccio y Rod Olcomb, está protagonizada por Alex O'Loughlin y Sophia Myles. 
Producida por Warner Bros Televisión y Silver Pictures, la serie se estrenó el 28 de septiembre de 2007, a la 21 en CBS seguido por Ghost Whisperer. 
El 6 de noviembre de 2007, CBS anunció que solo once de doce capítulos serían grabados por la huelga de los guionistas. 
Les Moonves, presidente de CBS, declaró el 4 de diciembre de 2007, que Moonlight probablemente volvería con una segunda temporada (2008-2009) junto a The Big Bang Theory. Una vez que la huelga llegó a su término, CBS anunció que la serie volvería el 25 de abril de 2008 con, al menos, cuatro nuevos capítulos que formarían parte de la primera temporada. Aunque la CBS anunció a finales de mayo que la serie iba a ser oficialmente cancelada, Warner, ante la protesta de los fanes, tomó en consideración negociar para que la serie fuera emitida por otro canal. Se creó una página para organizar una campaña a favor de la continuidad de la serie. No obstante, no se pudo a llegar a un acuerdo y la serie fue oficialmente cancelada el 23 de junio de 2008.   
Últimamente se rumoreó que habría una segunda temporada de Moonlight que saldría directamente en DVD, pero el actor Alex O'Loughlin lo ha desmentido. 

## Argumento
Hace 55 años, Mick St. John (Alex O'Loughlin) fue mordido por su mujer, la vampiresa Coraline (Shannyn Sossamon). Su vida se cruzó con la de Beth Turner (Sophia Myles) 33 años después de ser convertido en vampiro, cuando la rescató de los colmillos de Coraline. Ahora, 22 años después de ese encuentro el destino vuelve a unir a Mick, el investigador privado, y Beth, ahora una periodista de sucesos, a raíz de una serie de asesinatos.

## Reparto principal
- Mick St. John (Alex O'Loughlin) un investigador privado que se convirtió en vampiro en 1952, cuando en la noche de bodas su mujer Coraline lo convirtió. En 1985 salva a la pequeña Beth de la sed de sangre de Coraline y, 22 años más tarde, vuelve a encontrarse con una Beth adulta a raíz de unos extraños asesinatos que ésta investiga.

- Beth Turner (Sophia Myles) es una reportera de Internet y está enamorada de St. John. Fue rescatada hace 22 años por Mick, cuando había sido secuestrada por la exesposa de Mick, Coraline. Es una reportera de éxito que trata de revelar los acontecimientos del pasado y la doble vida de Mick.

- Josef Kostan (Jason Dohring) es un vampiro con muchos siglos a sus espaldas (tenía cuatro años en 1603, lo que supone 409 años en la actualidad). Es el mentor de St. John y lo más parecido a un amigo. Es un hedonista en extremo, un agudo hombre de negocios que no se priva de ningún lujo, desde una casa carísima hasta la compañía de numerosas jóvenes hermosas deseosas de saciar su sed de sangre.

- Coraline Duvall (Shannyn Sossamon) exesposa de St. John y vampiresa. Fue una cortesana francesa en el siglo XVII y tiene 300 años. Convirtió a Mick en vampiro en su luna de miel.

## Episodios

### Primera temporada
- 01 No existen los vampiros (No such thing as vampires)
- 02 Sin pasado (Out of the past)
- 03 Doctor Feelgood (Dr. Feelgood)
- 04 Fiebre (Fever)
- 05 Desarrollo detenido  (Arrested Development)
- 06 A.C. (B.C.)
- 07 La campana (The ringer)
- 08 12:04 a.m. (12:04 a.m.)
- 09 Flor de Lis (Fleur de Lis)
- 10 Bella durmiente (Sleeping beauty)
- 11 El amor dura para siempre (Love lasts forever)
- 12 La cura mortal (The mortal cure)
- 13 Predestinado a fingir (Fated to pretend)
- 14 Clic (Click)
- 15 Lo dejado atrás (What's left behind)
- 16 Sonata (Sonata)